# 扎切皮利夫卡 (新桑扎里區)
49°18′46″N 34°20′11″E / 49.31278°N 34.33639°E
扎切皮利夫卡（烏克蘭語：Зачепилівка）是位於烏克蘭中部波爾塔瓦州裏波爾塔瓦區的村莊，處於沃爾斯克拉河左岸，距離克柳索夫卡1公里，面積2.381平方公里，海拔高度75米，2001年人口906。